# Brinsley Schwarz
Brinsley Schwarz var ett brittiskt pubrockband, bildat 1969 och namngivet efter gitarristen Brinsley Schwarz. Bandet upplöstes 1975.

## Medlemmar
- Brinsley Schwarz (född Brinsley Ernst Pieter Schwarz 25 mars 1947 i Woodbridge, Suffolk) – sång, gitarr, piano
- Nick Lowe (f. Nicholas Drain Lowe 24 mars 1949 i Walton-on-Thames, Surrey) – sång, basgitarr, gitarr
- Billy Rankin (f. William Hector Rankin III 1951) – trummor
- Bob Andrews (f. Robert Charles Andrews 20 juni 1949 i Leeds, Yorkshire) – keyboard
- Ian Gomm (f. Ian Robert Gomm 28 mars 1947 i Chiswick, London) – gitarr (1970–1974)

## Diskografi
Studioalbum
- Brinsley Schwarz (april 1970)
- Despite It All (december 1970)
- Silver Pistol (februari 1972)
- Nervous on the Road (september 1972)
- Please Don't Ever Change (oktober 1973)
- The New Favourites of Brinsley Schwarz (juli 1974)
- It's All Over Now (1988)
- Rarities (juli 2000)